# Boris Nemšić
Boris Nemšić [ˈbɔris ˈnɛmʃitɕ] (* 17. August 1957 in Sarajevo, Jugoslawien) ist ein bosnisch-österreichischer Manager. Er war bis Anfang 2009 Chief Executive Officer (CEO) der Telekom Austria Group und von April 2009 bis Juni 2010 CEO des russischen Telekom-Konzerns VimpelCom.

## Leben
1980 machte er seinen Abschluss zum Diplomingenieur der Elektrotechnik an der TU Sarajevo. Mit 27 Jahren kam Nemšić 1984 nach Wien, um hier zu studieren.
1990 promovierte der bosnische Kroate an der TU Wien, an der er auch zwei Jahre als wissenschaftlicher Mitarbeiter am Institut für Nachrichtentechnik und Hochfrequenztechnik unter Ernst Bonek tätig war.
Neben dem Studium spielte Nemšić Handball – mit dem UHC Stockerau wurde er als Tormann dreifacher Cupsieger und österreichischer Meister.
Von 1990 bis zu seinem Eintritt bei der Telekom Austria leitete er die Abteilungen für Mobilkommunikationsentwicklung bei Ascom und Bosch Telecom in Wien, Solothurn (Schweiz) und Berlin. Im Zuge der Telekom-Liberalisierung wurde Boris Nemšić 1997 von der Mobilkom Austria als Bereichsleiter Netzplanung engagiert. Ab November 1998 leitete er das Team der kroatischen Mobilkom Austria Tochter Vipnet.
Im Mai 2000 bestellte der Aufsichtsrat der Mobilkom Austria Boris Nemšić zum Generaldirektor des Unternehmens und betraute ihn mit der kaufmännischen Leitung. Mit Januar 2001 war er in dieser Funktion auch für den Vorstandsbereich Technik zuständig. Boris Nemšić wurde im Juli 2002 als COO Mobilkommunikation in den Vorstand der Telekom Austria (TA) berufen.
Mit dem 24. Mai 2006 übernahm Nemšić zusätzlich zu seiner bisherigen Funktion als Mobilkom-Vorstandsvorsitzender auch den Vorsitz im TA-Vorstand. Er ist Mitglied des Universitätsrats der TU Wien.
2008 wurde ihm das „Große Goldene Ehrenzeichen für Verdienste um die Republik Österreich“ für seine Verdienste um die Entwicklung der Mobilfunkkommunikation in Österreich verliehen.
Mit 31. März 2009 trat Nemšić als Vorstandsvorsitzender der Telekom Austria Group und der mobilkom austria AG zurück und nahm die Position als Vorstandsvorsitzender bei VimpelCom in Russland an. Im Juni 2010 verließ Nemsic überraschend das Unternehmen.
Seit Juli 2011 ist er für das auf Telekommunikation, Medien und Technologien spezialisierte Beratungshaus Delta Partners tätig. Gleichzeitig baut Nemšić sein eigenes Unternehmen im Bereich des internationalen Weinhandels vorwiegend mit selten gehandelten kroatischen Weinen auf.
Am 15. März 2012 wurde Nemšić vom parlamentarischen Untersuchungsausschuss zur Klärung von Korruptionsvorwürfen als Zeuge vernommen.
Nemšić ist verheiratet und hat zwei Kinder.
Am 4. Januar 2022 wurde verkündet, dass Nemšić als Investor des virtuellen Mobilfunkbetreibers Educom agiert.